# Hydrangea amagiana
Hydrangea amagiana är en hortensiaväxtart som beskrevs av Tomitaro Makino. Hydrangea amagiana ingår i släktet hortensior, och familjen hortensiaväxter. Inga underarter finns listade i Catalogue of Life.